# Esther Duller

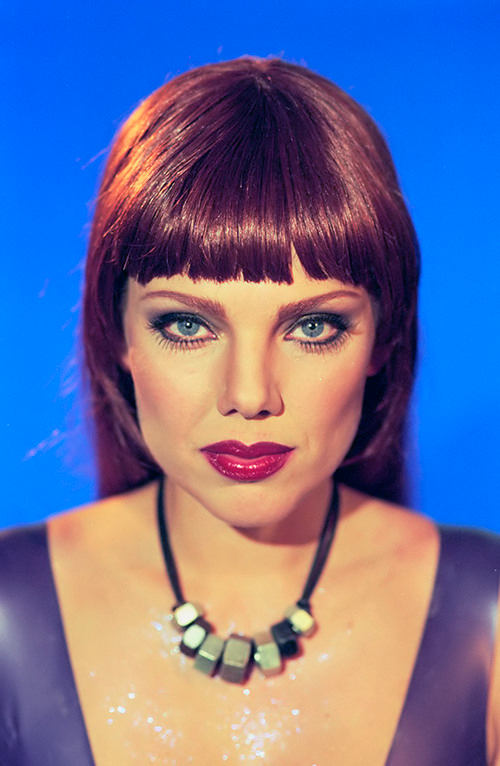
Esther Duller als haar virtuele alter ego Digi D, gemaakt tijdens de opnamen van het televisieprogramma Gameforce 1 in 1998

Esther Cecille Duller (Vlaardingen, 19 november 1966) is een Nederlandse televisiepresentatrice.

## Biografie
Na de HAVO en Schoevers volgde Duller in Amerika een opleiding Advertising Theory en Television Production. Bij KTVI-2, een lokaal televisiestation in St. Louis, gaat ze aan de slag als floor manager, production assistent en assistent to director. Terug in Nederland werkt Duller achter de schermen bij John de Mol Producties. Daar is ze productieassistente/secretaresse. Daarna start haar tv-carrière. 

## Werkzaamheden
Duller was voor het eerst op televisie als omroeper bij Veronica. Later presenteerde ze voor die omroep een half jaar als "Digi D" het computerspelprogramma Gameforce 1. Daarna volgden programma's als Een kwestie van Lef en Ticket To Love. Met Chimène van Oosterhout en Froukje de Both maakte ze deel uit van Gordon's Angels. Met Beau van Erven Dorens presenteerde ze Big Brother 2000, en voor Yorin in 2002 met Martijn Krabbé de finale van Big Brother IV.  Voor RTL 4 werd Duller in 2003 de presentatrice van Aperitivo, dat het nieuwe middagprogramma van RTL 4 moest worden. Na een seizoen werd ze hiervoor vervangen door Myrna Goossen. In mei 2005 ging Duller werken als presentator in het het humoristische RTL-programma Bekend & Bekeken en in januari 2006 nam ze deel aan de Nationale IQ Test, gepresenteerd door Jeroen Pauw en Patrick Lodiers en scoorde 112 punten. In 2005 ging ze voor RTL 4 het woonprogramma Van Kavel tot Kasteel presenteren en voor RTL 7 vanaf 17 december 2006 wekelijks het nieuwe programma Brand!!!. 
Esther Duller was van 2 maart 2009 tot en met 26 juni 2009 afwisselend met Manon Thomas en Sander Janson het gezicht van RTL Vandaag.

## Personalia
Duller is moeder van drie kinderen, twee dochters van haar overleden echtgenoot en een zoontje uit een relatie nadien.

## Programma's
Veronica/ Yorin:
- omroepster (1995-2001)
- Gameforce 1 (1998-1999)
- Last Call (1999)
- Big Brother (2000) en (2002; alleen finale)
- Dot Comedy (2000)
- Een Kwestie van Lef (2000-2001)
- Ticket To Love (2001-2002)
- Gordon's Lifestyle (2001) (een van de drie Angels)[1]

RTL 4:
- Kokkies (2003)
- Aperitivo (2003-2004)
- Van Kavel tot Kasteel (2005-2012)
- RTL Vandaag (2009)
- Het Familieportret (2010-2011)

RTL 7:
- Brand! (2006-2007)